# Adrien Maurice de Noailles
Adrien Maurice de Noailles, 3r duc de Noailles (29 de setembre de 1678 - 24 de juny de 1766), fou un aristòcrata i militar francès al servei de Lluís XIV de França durant la Guerra de Successió Espanyola.

## Perfil biogràfic
Fill d'Anne Jules de Noailles, 2n duc Noailles, i de Maria Francesca de Bournonville, heretà el títol duc de Noailles després de la mort del seu pare el 1708.
El 1698, com a comte d'Ayen, es casà amb Françoise Charlotte Amable d'Aubigny, neboda i beneficiària del marquès de Maintenon, amb qui tingué 4 filles i 2 fills. Els seus dos fills mascles, Louis, 4t duc de Noailles, i Philippe, duc de Mouchy, també esdevingueren mariscals de França.
El duc de Noailles fou nomenat cavaller de l'Orde del Toisó d'Or el 1702, Gran d'Espanya el 1711, i cavaller de l'Orde de l'Esperit Sant el 1724.

## Expedient militar

### Guerra dels Nou Anys
Durant la Guerra dels Nou Anys comandà les tropes franceses en la batalla de Verges.

### Guerra de Successió Espanyola
Lluità en la Guerra de Successió Espanyola, encapçalant reforços a René de Froulay de Tessé i René de Froulay de Tessé per al fallit setge de Barcelona de 1706 i comandant la invasió francesa del nord de Catalunya l'any 1711 que finalitzà amb el Setge de Girona.
Posteriorment fou president del Consell de Finances de França entre 1715 i 1718. Es distingí en la Guerra de Successió polonesa (1733-1738) i fou nomenat mariscal de França el 1734, convertint-se en degà dels mariscals el 1748.
Complí en la Guerra de Successió Austríaca i se'l nomenà comandant de les forces franceses el març de 1743. Fou derrotat en la batalla de Dettingen el juny de 1743, però reeixí en expulsar les tropes austríaques fora d'Alsàcia-Lorena l'any següent, encara que perdé l'oportunitat de derrotar totalment l'exèrcit austríac mentre estava creuant el Rin.

## Expedient polític
Va ser Ministre d'Assumptes Exteriors des de l'abril al novembre de 1744 i considerava la Gran Bretanya com l'enemic més gran de França, per sobre de la mateixa Àustria. Posteriorment actuà amb gran capacitat diplomàtica i tingué una influència substancial sobre el curs de política exterior francesa.